# Росвил (Џорџија)
Росвил (Џорџија) (енгл. Rossville) град је у америчкој савезној држави Џорџија. По попису становништва из 2010. у њему је живело 4.105 становника.

## Демографија
Према попису становништва из 2010. у граду је живело 4.105 становника, што је 594 (16,9%) становника више него 2000. године.
| Група             | 2000.         | 2010.         |
| Белци             | 3.262 (92,9%) | 3.573 (87,0%) |
| Афроамериканци    | 137 (3,9%)    | 329 (8,0%)    |
| Азијати           | 12 (0,3%)     | 16 (0,4%)     |
| Хиспаноамериканци | 45 (1,3%)     | 116 (2,8%)    |
| Укупно            | 3.511         | 4.105         |